# ヴァヴーム!
『ヴァヴーム!』 (VAVOOM!) とはアメリカのビッグ・バンド、ブライアン・セッツァー・オーケストラが2000年にリリースしたアルバム。

## 解説
前作での成功から起こったネオ・スウィング・ブームも後退し、セールス面では前作には及ばなかったものの、ブライアン自身はとても満足している事を語っており、ジャズのスタンダードにヒップ・ホップの要素を取り入れる等、前作よりもパーティー・ミュージック寄りの作品となった。また、本作でもデューク・エリントンの代表曲キャラバンのカバーでグラミー賞の＜最優秀ポップ・インストゥルメンタル＞部門を獲得した。

## 収録曲
3.,16.は日本盤ボーナストラック
1. ペンシルヴェニア6-5000 - Pennsylvania 6-5000
2. ジャンピン・イースト・オブ・ジャワ - Jumpin' East Of Java
3. 愛という名の欲望 - Crazy Little Thing Called Love
4. アメリカーノ - Americano
5. イフ・ユー・キャント・ロック・ミー - If You Can't Rock Me
6. ゲッティン・イン・ザ・ムード - Gettin' In The Mood
7. ドライヴ・ライク・ライトニング(クラッシュ・ライク・サンダー) - Drive Like Lightning (Crash Like Thunder)
8. マック・ザ・ナイフ - Mack The Knife
9. キャラバン - Caravan
10. フットルース・ドール - The Footloose Doll
11. フロム・ヒア・トゥ・エターニティー From Here To Eternity
12. ザッツ・ザ・カインド・オブ・シュガー・パパ・ライクス - That's The Kind Of Sugar Papa Likes
13. ’49マーキュリー・ブルース - '49 Mercury Blues
14. ジュークボックス - Jukebox
15. グロリア - Gloria
16. ロック・ア・ビーティン・ブギー - Rock-A-Beatin' Boogie